# بيسي واتسون
إليزابيث واتسون (بالإنجليزية Elizabeth Watson 13 يوليو 1900- 27 يونيو 1992)، كانت فتاةً اسكتلندية نادت بمنح المرأة حق الاقتراع، وعازفة مزمار (على مزمار القِربة، وهي آلة موسيقية هوائية يُعزف بها عن طريق النفخ).

## بداية حياتها
وُلدت واتسون في منطقة فينيل مدينة إدنبرة (عاصمة اسكتلندا) في 13 يوليو 1900، وهي ابنة أغنيس نيوتن وهوراتيو واتسون، صحّاف (مجلِد للكتب) في شركة جورج واتسون للطباعة.
شُجعت واتسون على العزف على المزمار عندما كانت في السابعة أو الثامنة من عمرها، وقد أمِل والداها أن يقوّي العزف والنفخ رئتيها ويحميهما من الإصابة بالسل خاصةً بعد أن ماتت عمتها مارغريت نتيجة إصابتها به. 
كان حجم مجموعة الأنابيب التي يتألف منها المزمار الذي عزفت عليه واتسون يساوي نصف حجم الآلة الأصلية التي صنعها هيو روبرتسون (حرفي اسكتلندي صانع لآلات النفخ الخشبية).

## المشاركة في حملة حق المرأة في التصويت
بعد رؤية واتسون إعلانًا لموكب النساء الاسكتلنديات التاريخيات الذي نظمته فلورا مكينون دراموند مع الاتحاد الاجتماعي والسياسي للمرأة (دبليو إس بّي يو)، انضمت واتسون ووالدتها إلى الاتحاد الاجتماعي والسياسي للمرأة، ودُعيت واتسون وهي في سن التاسعة للعزف على المزمار في الموكب. 
حدث هذا الموكب الذي احتفل بـ «ما أنجزته النساء وبما يمكن أن ينجزنه في المستقبل» في إدنبرة في 9 أوكتوبر 1909، وسار في شارع برنسز قبل اجتماع الحشد الذي قادته إميلين بانكيرست جولدن في سوق ويفرلي.
ركبت واتسون في عوامة بجانب امرأة ترتدي زي يعبّر عن إيزابيلا ماكدوف (كونتيسة بوكان التي سُجنت بأمر من الأمير الإنكليزي إدوارد الأول في بيرويك أبون تويد ويُعتقد أنها ماتت هناك في سجنها)، ولاحقًا بعد عدة أسابيع عندما جاءت كريستابيل بينكورستت (حاصلة على رتبة الإمبراطورية البريطانية وناشطة في مجال إعطاء المرأة حقها في التصويت) إلى إدنبرة لحضور اجتماع في مسرح الملك، قدمت لواتسون دبوسًا مزخرفًا يحمل صورة بوديكا (ملكة قبيلة إيكيني الكلتية البريطانية قادت انتفاضة ضد قوات الإمبراطورية الرومانية في عام 60 و61 ميلادي) في عربتها.
في عام 1979، قدمت بيسي هذا الدبوس لمارغريت ثاتشر، أول امرأة تُنتخب رئيسة وزراء في المملكة المتحدة.
بعد عامين من الموكب، دُعيت واتسون لقيادة «النساء عازفات المزمار الاسكتلنديات» في الموكب العظيم في لندن في 17 يونيو 1911.
لاحقًا عندما قدم الملك جورج الخامس إلى إدنبرة في نفس العام في زيارة رسمية، قادت واتسون حملة إدنبرة الثانية للمرشدات (فتيات الكشافة) واعترف بها الملك لأنها رفعت التحية الرسمية.
استمرت واتسون بالمشاركة الفعالة في حركة الدفاع عن حق المرأة بالتصويت وارتدت عند ذهابها إلى المدرسة شرائط الشعر الملونة بالألوان التي ترمز لهذه الحركة.
عزفت على المزمار على منصة محطة ويفرلي (محطة سكة حديد) حيث غادرت القطارات وأخذت المدافعين عن حقوق المرأة إلى سجن هولواي (أكبر سجن للنساء في أوروبا الغربية)، وعزفت خارج أسوار سجن كالتون لتشجيع المناديات بمنح المرأة حق الاقتراع المسجونات هناك. 
بعد قرن من الزمن، أصبح اسم هذا المكان مبنى «إس تي أندرو هاوس» وهو المقر الرئيسي للوزراء الاسكتلنديين والموظفين المدنيين.
في 1 أغسطس 2019، كشفت الوزيرة الأولى لاسكتلندا نيكولا ستارجن الستار عن لوحة تذكارية لواتسون في منزلها في فينيل، قائلة: «أذهب للعمل في الصباح إلى المكان الذي اعتادت بيسي أن تعزف فيه، وأعرف أني أذهب إلى هناك الآن كأول امرأة تصبح الوزيرة الأولى لاسكتلندا». 

## مهنة العزف على المزمار
أصبحت واتسون الأنثى الوحيدة بين أعضاء جمعية هايلاند بيبرز (أقدم جمعية مستمرة للعزف على المزمار) عندما كان عمرها أربعة عشر عامًا، وفازت بالعديد من جوائز العزف على المزمار.
أسست أيضًا فرقة العزف على المزمار في مدرسة بروتون الثانوية وقادتها مدة 27 عامًا. استمرت بالعزف على المزمار يوميًا حتى أواخر الثمانينيات من عمرها.
درست واتسون الفرنسية في جامعة إدنبرة، وعلمت العزف على الكمان واللغات الحديثة في المدارس في جميع أنحاء المدينة. في عام 1926، انتقلت واتسون إلى ترينيتي، إدنبرة مع والديها، وفي عام 1945، في نهاية الحرب العالمية الثانية، تزوجت جون سوميرفل، الذي كان متعهد إلكترونيات.
توفيت واتسون في إدنبرة عام 1992، قبل أسبوعين من عيد ميلادها الثاني والتسعين. تركت سيرتها الذاتية وآلتها الموسيقية التدريبية ومزمارها لكلية العزف على المزمار في غلاسكو.